# A Colorado Rockies (NHL) játékosainak listája
Ez a lista az National Hockey League-ben szereplő Colorado Rockies azon játékosait tartalmazza, akik 1976 és 1982 között játszottak a csapatban. Nem tartalmazza a Kansas City Scouts (1974–1975 és 1975–1976 között) és a New Jersey Devils (1982–1983-jelen).

Tartalom: 
| Ábécé szerinti tartalomjegyzék                      |
| --------------------------------------------------- |
| A B C D E F G H I J K L M N O P Q R S T U V W X Y Z |

## A
- Fred Ahern,
- Ron Andruff,
- Chuck Arnason,
- Don Ashby,
- Brent Ashton,
- Hardy Åström,
- Bob Attwell,
- Les Auge,
- Don Awrey,

## B
- Bill Baker,
- Barry Beck,
- Doug Berry,
- Nick Beverley,
- Henry Boucha,
- Aaron Broten,

## C
- Don Cairns,
- Dave Cameron,
- Colin Campbell,
- Rich Chernomaz,
- Mike Christie,
- Joe Cirella,
- Rey Comeau,
- Joe Contini,
- Ed Cooper,
- Bobby Crawford,
- Gary Croteau,

## D
- Barry Dean,
- Lucien DeBlois,
- Ron Delorme,
- Guy Delparte,
- Gary Dillon,
- Jim Dobson,
- Denis Dupere,
- Steve Durbano,
- Mike Dwyer,

## E
- Tom Edur,

## F
- Doug Favell,
- John Flesch,
- Dwight Foster

## G
- Paul Gagne,
- Paul Gardner,
- Mario Giallonardo,
- Mike Gillis,
- Danny Gruen,
- Peter Gustavsson,

## H
- Terry Harper,
- Pat Hickey,
- Dave Hudson,
- Jack Hughes,

## J
- Steve Janaszak,
- Rick Jodzio,
- Trevor Johansen,
- Larry Johnston,

## K
- Jari Kaarela,
- Christer Kellgren,
- Veli-Pekka Ketola,
- Mike Kitchen,
- Ralph Klassen,
- Kevin Krook,

## L
- Michel Lachance,
- Rick LaFerriere,
- Jeff Larmer,
- Bryan Lefley,
- Roger Lemelin,
- Don Lever,
- Tapio Levo,
- Bill Lochead,
- Bob Lorimer,

## M
- Bob MacMillan,
- Merlin Malinowski,
- Kevin Maxwell,
- John McCahill,
- Lanny McDonald,
- Jim McElmury,
- Mike McEwen,
- Walt McKechnie,
- Bill McKenzie,
- Paul Messier,
- Joe Micheletti,
- Bob Miller,
- Paul Miller,
- Kevin Morrison,
- Phil Myre,

## N
- Bob Neely,
- Graeme Nicolson,
- Lou Nistico,
- Simon Nolet,
- Craig Norwich,

## O
- Dennis O'Brien,
- Bill Oleschuk,
- Dennis Owchar,

## P
- Clayton Pachal,
- Wilf Paiement,
- Steve Peters,
- Randy Pierce,
- Michel Plasse,
- Jukka Porvari,
- Tracy Pratt,
- Nelson Pyatt,

## Q
- Joel Quenneville,

## R
- Rob Ramage,
- Glenn Resch,
- Rene Robert,
- Phil Roberto,
- Randy Rota,

## S
- Don Saleski,
- Bobby Schmautz,
- Sean Shanahan,
- Bobby Sheehan,
- Larry Skinner,
- Al Smith,
- Barry Smith,
- Andy Spruce,
- Peter Sturgeon,
- Mark Suzor,

## T
- Steve Tambellini,
- Dean Turner,

## V
- Jack Valiquette,
- John Van Boxmeer,
- Yvon Vautour,

## W
- Joe Ward,
- Dave Watson,
- Joe Watson,
- Stan Weir,
- John Wensink,